# Exit le fantôme
Exit le fantôme (titre original : Exit Ghost) est un roman de l'écrivain américain Philip Roth paru en 2007 et traduit en français par Marie-Claire Pasquier en 2009 aux éditions Gallimard. 
D'après son auteur, c'est la dernière apparition de son personnage Nathan Zuckerman. Le titre se réfère à celui du premier roman de la série publié en 1979 (The Ghost Writer édité en français sous le titre L'Écrivain des ombres).